# Castlereagh Park
El Castlereagh Park era un estadio de fútbol ubicado en la ciudad de Newtownards en Irlanda del Norte y que sirvió como sede para el Ards FC.

## Historia
Fue inaugurado en 1923 como la sede del Ards FC por el vizconde Castlereagh en un terreno vendido por una cantidad simbólica, donde el equipo jugó hasta que en 1998 tuvieron que abandonar la sede por problemas financieros con deudas por más de medio millón de libras.
El estadio fue vendido y el Ards FC pasó a jugar en el Clandeboye Park en Bangor. Cuatro años después el estadio fue demolido.